# Overgangsritueel (boek)
Overgangsritueel (Shaman's crossing) is het eerste boek in de De boeken van de Zoon van de Krijger trilogie en is geschreven door Robin Hobb. Na haar succesvolle trilogieën die zich afspeelden in Het Rijk van de Ouderlingen speelt dit boek zich af in een andere wereld.

## Samenvatting van het boek

### Inleiding
Het boek is geschreven in eerste persoon door Nevare Burvelle en volgt zijn leven gedurende zijn eerste jaar in de koninklijke Cavalla academie. In tegenstelling tot veel andere fantasieboeken speelt dit boek zich af in een modernere tijd waar al koud en warm stromend water is, tramlijnen worden aangelegd en mensen zich ook op fietsen voortbewegen.

### Samenvatting
...En wat betreft degenen die hun knie slechts voor de koning buigen, laat hen zonen hebben in overvloed. De eerste als erfgenaam, de tweede om als krijger het zwaard te dragen, de derde om als priester te dienen, de vierde om te zwoegen ter wille van de schoonheid, de vijfde om kennis te vergaren...
— Uit: Het Heilige Schrift

Nevare Burvelle is de tweede zoon van een edelman. Volgens de tradities in Gernia, en het heilige Schrift van de goede god, betekent dit dat hij het zwaard zal dragen, en dus krijger in de koninklijke Cavalla zal worden.

Zijn vader, Keft, was oorspronkelijk ook een tweede zoon uit een adellijke familie. De familie Burvelle woont in de hoofdstad Oud-Thares. Kefts oudere broer, Sefert, erfde het familie-erfgoed en huis in Oud Thares, en Keft diende in de koninklijke Cavalla. Keft trouwde met Selethe Rode, een formidale cavallavrouw die hem vijf kinderen schonk. Aanvankelijk voedden zij hun zoons op als soldaten; een zoon dient volgens de traditie het beroep van zijn vader overneemt. Maar door Kefts voortreffelijke diensten als commandant bij de slag bij de Bittere Beek werd hij tot de adel verheven. Kefts oudste zoon Rosse zal zijn erfgenaam zijn, Nevare zal de eerste krijgerszoon zijn uit het geslacht 'Burvelle van het Oosten' zijn, en zijn jongste zoon Vanze zal dienen als priester voor de goede god. Nevare is de zoon van de krijger, en dit verklaart ook de titel van de trilogie.

De tak van de nieuwe adel waar Nevare's familie toe behoort, de Nieuwe Adel, bestaat geheel uit krijgszonen uit een adellijk geslecht.

### Het Wijdaal
Generaties lang was Nevare's thuisland, Gernia, in hevige oorlog verwikkeld met westerbuur Landzing om de kustgebieden. Tot de nederlaag voor Gernia en de toenmalige koning Darwel volgde, en het land zijn havens en schepen verloor.

Darwels zoon, Troven deed iets wat de meesten verbaasde. Hij ontbond de marine door het gebrek aan havens, pompte meer geld in het leger. Hij richtte zich naar het oosten; grens die de wilde en grazige Vlakte werden steeds frequenter doelwit van aanvallen van het Vlaktevolk. De koning besloot dat als de vlaktemensen zich niet aan de gemaakte afspraken hield, hij dat ook niet zou doen. Hij stuurde zijn cavalla naar de Vlakte, om de volkeren terug te jagen en nieuwe grenzen te trekken, om het verlies aan Langzing te compenseren.

Niet alle edelen steunden deze ambitie van de koning; sommige zagen de Vlakte als een woest, onherbergzaam gebied waar voor niets bloed zou worden vergoten. Er volgde zelfs een opstand van de edelen, die met kracht de kop in werd gedrukt.
De oorlog tegen de primitieve volkeren was moeilijker dan men verwacht had; zij bezaten de magie van de oude goden nog. Van een afstand konden zij hele legers bezweren en onklaar maken. Tijdens deze oorlog diende Nevare's vader in de koninklijke Cavalla. Het leek onbegonnen werk, tot de vondst van het vuurwapen; ijzer in het lichaam van een Vlaktemens dooft zijn magie. De oorlog om de Vlakte was al gauw gewonnen, en volkeren als de Kidona's, de Bewaji's en de Ternu's werden overmeesterd. De grens van Gernia werd opgetrokken tot aan de voet van de Heiningenbergen. In diens diepe wouden leeft het exotische volk der Spikkels.
Nevare komt al snel in contact met de Vlaktemagie als hij op zijn achtste ziet hoe de dochter van een Verkenner het gebruikt om haar belagers af te weren. Dan leert Nevare ook hoe het beroep van Verkenner wordt geonderwaardeerd.

De toekomst die voor Nevare klaarstaat is een gouden toekomst, en Nevare verheugt zich erop. Vanaf zijn 18e levensjaar zal hij aan de koninklijke Cavalla academie gaan studeren. Om hem klaar te stomen voor deze opleiding krijgt Nevara van huis uit de nodige opleidingen aangezien zijn vader als oud-Cavalla dat nodig acht. De meest in het oog sprekende opleiding is die van de vlakteman Dewara. Deze Kidona was een oude vijand van Nevare's vader; het was Keft geweest die een ijzeren kogel door Dewara's schouder had geschoten en zijn magie daarmee had verdoofd. 

Hij neemt Nevare mee op een uitputtende en vermoeiende tocht over de Vlakte. Dewara windt hem langzaam maar zeker om zijn vinger en maakt een Kidona-man van Nevare. Als hij hem met een kampvuur met vreemde rookstoffen een gedroogde kikker drogeerd, verkeert Nevare in een droomwereld. Met zijn ijzeren zwaard probeert hij, aangespoord door Dewara, de sjaamanenovergang (het Overgangsritueel) over te gaan. Deze oversteek naar de geestenwereld van de Kidona's was in beslag genomen door de Spikkels, die het volk lang daarvoor ook van de Heiningbergen joeg. Tot Nevare de Boomvrouw tegenkomt, een oude en omvangrijke Spikkel die hem verward met haar woorden en uiteindelijk bijna de afgrond opstuurt. Als Nevare wanhopig aan zijn zwaard bungelt stelt ze hem voor de keuze: leef of sterf. Nevare kiest, onwetend van de gevolgen, voor leven. De Boomvrouw neemt een lok van kruin, en Nevare verliest zijn bewustzijn.
Uiteindelijk wordt hij thuis wakker, en beseft dat zijn vader wilde dat hij wantrouwen van Dewara zou leren, iets dat onmisbaar is voor een goede officier. Hij vertelt niemand is iets over wat hem was gebeurd, en hoe hij droomt over een alter ego dat de Boomvrouw liefheeft.
Nevare geneest langzaam, en volgroeid tot man. Gedurende zijn vooropleiding wordt ook duidelijker dat de oorlog met de Spikkelmensen in de grensstreken steeds meer hun tol gaan eisen waardoor de bouw van de Koningsweg wordt belemmerd. Diverse regimenten worden gehalveerd door de Spikkelpest, een sterkte en genadeloze ziekte. In ogen van de mensen zijn Spikkelmensen verwilderde mensen die gevaarlijke magie bedrijven.

### Oud Thares
Als Nevare na zijn achttiende levensjaar zijn opleiding gaat beginnen aan de Koninklijke Cavalla Academie blijkt al snel dat er een grote tweestrijd aan de gang is tussen de oude en de nieuwe adel, wat tot diverse pesterijen en strafexercisies leidt voor met name de nieuwe adel. Het blijkt namelijk dat veel mensen van de oude adel het nooit hebben kunnen waarderen dat diverse tweede zonen in de adelstand zijn verheven, zo ook Nevare's tante.
Tijdens zijn opleiding maakt Nevare diverse vrienden onder zonen van de nieuwe adel en gezamenlijk weten zij elkaar te steunen gedurende hun eerste jaar en in hun strijd tegen de oude adel. Naarmate het jaar vordert worden de excessen steeds groter en komen er ook gewonden te vallen, wat voor sommige zelfs leidt tot verwijdering van de academie.
Halverwege het schooljaar zijn er examens waarvoor hard geleerd moet worden. Voor Nevare is het lastig omdat hij tijdens deze periode ook nog geplaagd wordt door dromen. In een van deze dromen wordt hem ook een voorspelling gedaan over Donkeravond.
Op Donkeravond is het carnaval in Oude Thares en hier worden Spikkelmensen tentoongesteld die Nevare ooit heeft gezien. Voor veel bezoekers van het carnaval op donkeravond zijn zij een grote attractie en voeren zij ook een Stofdans op. Later blijkt dat deze stofdans ervoor heeft gezordgd dat de spikkelpest in Oude Thares en op de academie is uitgebroken. Met zijn beste vriend Spink en zijn nicht Epiny betreedt Nevare de brug naar het dodenrijk. Alle slachtoffers van de Spikkelpest worden naar het domein van de Boomvrouw gehaald, zodat zij zich kan voeden met hun ziel. Door toedoen van de "ijzeren magie" van Nevare's volk doodt hij de Boomvrouw en keren ze levend terug. De spikkelpest verdreven en komt het leven langzaam weer opgang. De pest heeft echter wel veel leed veroorzaakt onder zijn vrienden, leraren en medestudenten. Zo heeft Spink door zijn ernstige vermagering waarschijnlijk geen kans meer bij het leger te gaan. Nevare blijkt echter een ongelofelijk genezingsproces te zijn ondergaan en heeft bij zijn terugkeer op de academie het vetlaagje wat in zijn familie wijst op een nieuwe groeispurt.

## Trivia
- Het boek is opgedragen aan "Cafeïne en Suiker, mijn metgezellen tijdens vele lange nacht van het schrijven."
- Dit is het eerste boek dat Margaret Lindholm onder het pseudoniem Robin Hobb schreef, maar zich niet in Het Rijk van de Ouderlingen afspeelt.
- Hobb heeft aangegeven bewust de naam cavalla te hebben gekozen, in plaats van cavalerie, om associaties met de kolonisatie van Amerika te voorkomen. De tegenstelling in volkeren heeft Hobb naar eigen zeggen geschapen om de verschillen tussen enerzijds een maatschappij waarin wetenschap de technologie drijft, en anderzijds de volkeren waarbij magie een grote rol speelt, te verhalen[1].
- Nevare's ouders, Keft en Selenthe, hebben in totaal vijf kinderen; Rosse, Elisi, Nevare, Vanze en Yaril.